# Елла Бейкер
Елла Джозефін Бейкер (13 грудня 1903 — 13 грудня 1986) — афроамериканська борчиня за громадянські права та права людини. Вона була здебільшого залаштунковою організаторкою, чия кар'єра охопила понад п'ять десятиліть. У Нью-Йорку та на Півдні вона працювала разом із деякими з найвідоміших лідерів громадянських прав XX століття, зокрема В. Е. Б. Дюбойсом, Тургудом Маршаллом, А. Філіпом Рендольфом і Мартіном Лютером Кінгом-мол. Вона також була наставницею багатьох нових активістів, як-от Даян Неш, Стоклі Кармайкл і Боб Мозес, лідерів Студентського ненасильницького координаційного комітету (СНКК).
Бейкер критикувала професійне, харизматичне лідерство; вона пропагувала низову організацію, радикальну демократію та здатність пригноблених розуміти свій світ і захищати себе. Вона найбільш повно реалізувала це бачення у 1960-х як головна радниця і стратегиня СНКК. Біограф Барбара Ренсбі називала Бейкер «однією із найважливіших американських лідерок XX століття і, можливо, найупливовішою жінкою в русі за громадянські права». Вона відома своєю критикою як расизму в американській культурі, так і сексизму в русі за громадянські права.

## Ранні роки
Елла Джозефін Бейкер народилася 13 грудня 1903 року в Норфолку, штат Вірджинія, у сім'ї Джорджіани (звали Анна) та Блейка Бейкерів. Вона була другою з трьох дітей, що вижили, разом із старшим братом Блейком Кертісом і молодшою сестрою Меґґі. Її батько працював на пароплаві, який вирушав з Норфолка, і тому часто був у від'їзді. Мати здавала кімнати, щоб трохи підзаробити. 1910 року в Норфолку відбулися расові заворушення, під час яких білі напали на чорношкірих робітників із корабельні. Мати вирішила повернути сім'ю до своєї маленької батьківщини у Північну Кароліну, а батько продовжував працювати в пароплавній компанії. Еллі було сім років, коли вони переїхали у сільську місцевість поблизу Літтлтона, штат Північна Кароліна.
У дитинстві Бейкер росла без особливого впливу. Її дідусь Мітчелл помер, а дідусь з бабусею з батькової лінії жили за день їзди від неї. Вона часто слухала, як її бабуся, Джозефіна Елізабет «Бет» Росс, розповідала історії про рабство та від'їзд з Півдня для уникнення його гнітючого суспільства. У ранньому дитинстві Бейкер набула відчуття соціальної несправедливості, слухаючи жахливі історії своєї бабусі про життя поневоленої людини. Її бабусю били та шмагали за відмову побратися з рабом, якого вибрав її власник, і розповіла Еллі інші історії життя афроамериканки в цей період. Подання її онуці контексту афроамериканського досвіду допомогло Бейкер зрозуміти несправедливість, з якою все ще стикалися темношкірі люди.
Елла навчалася в Університеті Шоу в Ролі, штат Північна Кароліна, який закінчила з відзнакою. Десятиліття потому вона повернулася до Шоу, щоб допомогти заснувати СНКК.

## Ранній активізм

### Перші спроби (1930—1937)
Бейкер працювала помічницею редактора «Негро нешнл ньюс». 1930 року Джордж Шайлер, темношкірий журналіст й анархіст (пізніше архіконсерватор), заснував Кооперативну лігу молодих негрів (КЛМН). Вона прагнула розвинути економічну владу темношкірих через колективні мережі. Вони проводили «конференції та тренінги у 1930-х роках, намагаючись створити невелику взаємопов'язану систему кооперативних економічних товариств на всій території США» для розвитку чорної економіки темношкірих. Потоваришувавши з Шайлер, Бейкер приєдналася до його групи у 1931 році та невдовзі стала її національним директором.
Бейкер також працювала у Проєкті освіти робітників Управління промислово-будівельними роботами громадського призначення, створеного за Новим курсом президента Франкліна Д. Рузвельта. Бейкер викладала курси споживчої освіти, історії праці та історії Африки. Вона занурилася в культурне та політичне середовище Гарлема 1930-х років, протестуючи проти вторгнення Італії в Ефіопію та підтримуючи кампанію зі звільнення підсудних у Скоттсборо в Алабамі. Вона також заснувала клуб історії негрів у бібліотеці Гарлема та регулярно відвідувала лекції та зустрічі Християнської організації молодих жінок.
Протягом цього часу Бейкер жила з Ті Джеєм (Бобом) Робертсом, з яким познайомилася ще у коледжі. Вони побралися, шлюб тривав до 1958 року. Бейкер рідко обговорювала своє особисте життя чи сімейний стан. За словами колеги-активістки Берніс Джонсон Рейгон, багато жінок з Руху за громадянські права наслідували приклад Бейкер, прийнявши практику приховування свого приватного життя, що дозволило бути прийнятими у рух як особистості.
Бейкер потоваришувала з Джоном Генріком Кларком, майбутнім вченим і активістом; Полі Мюррей, майбутньою письменницею та адвокатом із громадянських прав; й іншими, з якими стала друзями на все життя. Гарлемський ренесанс вплинув на її думки та вчення. Вона виступала за широкомасштабні дії на місцях як засіб соціальних змін. Її акцентування на масовому підході до боротьби за рівні права вплинув на зростання та успіх руху за громадянські права середини XX століття.

### НАСПКН (1938—1953)
У 1938 році Бейкер розпочала свою тривалу співпрацю з Національною асоціацією сприяння розвитку кольорового населення (НАСПКН), яка тоді розташовувалася в Нью-Йорку. У грудні 1940 року отримала там роботу секретаря. Вона багато подорожувала для організації, особливо на Півдні, набираючи членів, збираючи гроші та організовуючи місцеві відділення. 1943 року її призначили директором філії, ставши жінкою, яка обіймала найвищу посаду в асоціації. Відверта Бейкер вірила в ідеали рівності. Вона підштовхнула НАСПКН до децентралізації своєї керівної структури та допомоги своїм членам у кампаніях на місцевому рівні.
Бейкер вважала, що сила організації росте знизу вгору, а не навпаки. На її думку, робота філій є джерелом життя НАСПКН. Бейкер зневажала елітарність і довіряла багатьом. На її погляд, основа будь-якої організації, яка займається соціальними змінами, є не красномовство чи авторитет лідерів, а відданість і наполеглива праця рядових членів, їхнє бажання та здатність брати участь у дискусіях, дебатах і прийнятті рішень. Вона особливо підкреслювала важливість участі молоді та жінок в організації.
Подорожуючи Півднем від імені НАСПКН, Бейкер познайомилася з сотнями чорношкірих людей і встановила з ними міцні зв'язки. Вона спала в їхніх домівках, їла за їхніми столами, виступала в їхніх церквах і заслужила їхню довіру. Вона писала листи подяки та висловлювала вдячність людям, яких зустрічала. Цей індивідуальний підхід був одним з важливих аспектів ефективності Бейкер у залученні великої кількості нових членів до НАСПКН. Вона сформувала мережу людей на Півдні, які мали відіграти важливу роль у продовженні боротьби за громадянські права. У той час як деякі організатори з півночі принизливо розмовляли з сільськими жителями півдня, здатність Бейкер ставитися до всіх з повагою допомогла їй у залученні нових людей. Бейкер боролася за те, щоб зробити НАСПКН демократичнішою. Вона намагалася знайти баланс між висловленням своїх тривог і підтримкою єдиного фронту.
Між 1944 і 1946 роками Бейкер керувала конференціями лідерів у кількох великих містах, як-от Чикаго й Атланта. Вона запросила високопосадовців виступити з лекціями, вітальними словами та семінарами.
У 1946 році Бейкер взяла до себе свою племінницю Джекі, мати якої не могла про неї піклуватися. У зв'язку зі своїми новими обов'язками Бейкер залишила свою штатну посаду в НАСПКН і почала займатися волонтерством. Вона приєдналася до нью-йоркської філії НАСПКН. Вона займалася проблемами десегрегації в місцевих школах і жорстокості поліції. 1952 року вона стала на її чолі. У новій ролі Бейкер керувала секретарями на місцях і координувала роботу національного офісу з місцевими групами. Пріоритетом Бейкер стало зменшення бюрократії в організації та надання жінкам у ній більше влади.
На думку Бейкер, програма насамперед повинна спрямовуватися не через Вайта та національне бюро, а через людей на місцях. Вона лобіювала зменшення жорсткої ієрархії, передачу більшої влади в руки здібних місцевих лідерів і надання місцевим осередкам більшої відповідальності та автономії. 1953 року вона залишила пост президента, щоби балотуватися до міської ради Нью-Йорка від Ліберальної партії, але не досягла успіху.

## Рух за громадянські права

### Конференцію південного християнського керівництва (1957—1960)
У січні 1957 року Бейкер поїхала до Атланти на конференцію, яка мала на меті створити нову регіональну організацію на основі успіху бойкоту автобусних ліній у Монтгомері в Алабамі. Після другої конференції у лютому створили Конференцію південного християнського керівництва (КПХК). Ця слабо структурована коаліція церковних керівників мала брати участь у боротьбі за громадянські права на Півдні. Група хотіла підкреслити використання ненасильницьких дій для досягнення соціального прогресу та расової справедливості для чорношкірих півдня. Вони мали намір покладатися на активні чорні церкви в центрі своїх громад для підтримки. Сила мала будуватися на політичній діяльності місцевих церковних філій. Лідери КПХК представляли себе політичною рукою чорної церкви.
КПХК вперше з'явилася публічно як організація на Молитовному паломництві за свободу 1957 року. Бейкер була однією із трьох головних організаторів цього масштабного заходу. Вона продемонструвала свою здатність долати організаційні перешкоди, ігноруючи та мінімізуючи суперництво та битви. Першим проєктом конференції став Хрестовий похід за громадянство 1958 року, кампанія з реєстрації виборців, спрямована на збільшення кількості зареєстрованих афроамериканських виборців на виборах 1958 та 1960 років. Бейкер отримала посаду заступника директора КПХК. Преподобний Джон Тіллі став першим виконавчим директором. Бейкер тісно співпрацювала з південними активістами громадянських прав у Джорджії, Алабамі та Міссісіпі та завоювала повагу за свої організаторські здібності. Вона допомагала ініціювати кампанії з реєстрації виборців та виявляти інші місцеві скарги. Їхня стратегія включала освіту, проповіді в церквах і зусилля зі створення масових центрів, щоб підкреслити важливість голосування. Вони розраховували на Закон про громадянські права 1957 року для захисту місцевих виборців. Хоча проєкт не досяг своїх безпосередніх цілей, він заклав основу для зміцнення місцевих активістських центрів для побудови масового руху за голосування на Півдні. Після звільнення Джона Тіллі Бейкер працювала тимчасовим виконавчим директором в Атланті протягом двох з половиною років, поки преподобний Вятт Ті Волкер не замінив її у квітні 1960 року.
Робота Бейкера в КПХК була радше розчаровувала її, ніж приносила плоди. Вона не влаштовувала її політично, у фізичних й емоційних аспектах. У неї не було надійних союзників в офісі. Історик Томас Ф. Джексон зазначив, що Бейкер критикувала організацію за «програмну млявість і віддаленість Кінга від людей. Кінг був більше оратором, ніж демократичним хрестоносцем [, вона] підсумувала».

### Студентський ненасильницький координаційний комітет (1960—1966)
Того ж 1960 року, на хвилі регіональних сидячих протестів за десегрегацію, які очолили чорні студенти коледжу, Бейкер переконала Конференцію південного християнського керівництва запросити студентів південного університету на конференцію молодіжного лідерства Півдня в університеті Шоу на Великодні вихідні. Це була зустріч лідерів сидячих протестів, щоб оцінити боротьбу та вивчити можливості для майбутніх дій. На цій зустрічі було сформовано Студентський ненасильницький координаційний комітет (СНКК).
Бейкер побачила потенціал для особливого типу керівників з боку молодих лідерів сидячих протестів, які ще не були помітними в русі. Вона вірила, що вони могли б пожвавити Рух за свободу темношкірих і спрямувати його в нове русло. Бейкер хотіла об'єднати учасників сидячого протесту, зберігаючи імпульс їхніх дій, навчити їх необхідним навичкам, забезпечити ресурсами, а також допомогти об'єднатися в більш войовничу та демократичну силу. З цією метою вона працювала над тим, щоб студенти були незалежними від старшого церковного керівництва. У своєму зверненні до Шоу вона попередила активістів бути обережними щодо «орієнтації на лідера». Ця промова, на думку Джуліана Бонд, «розплющує очі» та, мабуть, була найкращою на конференції. «Вона не сказала: „Не дозволяй Мартіну Лютеру Кінгу говорити тобі, що робити“, — згадує Бонд, — але у тебе з'явилось справжнє відчуття, що вона мала на увазі саме це».
СНКК став найактивнішою організацією в глибоко пригнобленій дельті Міссісіпі. Вона була відкритішою для жінок, ніж інші відомі організації з захисту громадянських прав, включно з КПХК, де Бейкер була свідком широких женоненависницьких вчень і придушення жінок-активісток. Але широко поширений сексизм і заклики до переваги чоловіків охопили її членів. Після конференції в Шоу Бейкер пішла з КПХК і почала довго та тісно співпрацювати з СНКК. Разом із Говардом Зінном вона була однією із шанованих радників КПХК, яку назвали «хрещеною мати СНКК».
У 1961 році Бейкер переконала СНКК сформувати два крила: одне для прямої дії, а друге для реєстрації виборців. За допомогою Бейкер СНКК разом із Конгресом расової рівності (КРР) координували загальнорегіональні акції свободи 1961 року. Вони також розширили свій масовий рух серед чорних скіпщиків, фермерів-орендарів та інших людей по всьому Півдню. Елла Бейкер наполягала на тому, що «сильним людям не потрібні сильні лідери», і критикувала ідею єдиного харизматичного лідера рухів за соціальні зміни. Зберігаючи ідею «демократії участі», Бейкер хотіла, щоб кожен брав участь. Вона також стверджувала, що «люди під каблуком», найпригнобленіші члени будь-якої спільноти, «повинні вирішувати, які дії вони збираються вжити, щоб вибратися (вийти) з-під свого гніту».
Вона була вчителем і наставником для молодих людей СНКК, вплинувши на таких важливих майбутніх лідерів, як Джуліан Бонд, Даян Неш, Стоклі Кармайкл, Кертіс Мухаммед, Боб Мозес і Берніс Джонсон Рейгон. Завдяки СНКК ідеї Бейкер про групове лідерство, орієнтовані на групу, і необхідності радикальних демократичних соціальних змін поширилися серед студентських рухів 1960-х років. Наприклад, Студенти за демократичне суспільство, головна антивоєнна група того часу, пропагувала демократію участі. Ці ідеї також вплинули на широкий спектр радикальних і прогресивних груп, які сформувалися у 1960-х і 1970-х роках.
У 1964 році Бейкер допомогла організувати Демократичну партію свободи Міссісіпі (ДПСМ) як альтернативу повністю білій Демократичній партії Міссісіпі. Вона координувала роботу вашингтонського офісу та супроводжувала делегацію ДПСМ на з'їзді Національної демократичної партії 1964 року в Атлантік-Сіті, Нью-Джерсі. Група хотіла закликати національну партію підтвердити права афроамериканців на участь у партійних виборах на Півдні, де вони все ще були переважно позбавлені виборчих прав. Коли делегати ДПСМ кинули виклик просегрегаційній, повністю білій офіційній делегації, виник великий конфлікт. Делегація ДПСМ не мала місця, але їхній вплив на Демократичну партію пізніше допоміг обрати багатьох темношкірих лідерів у Міссісіпі. Вони змусили змінити правила, щоб дозволити жінкам і меншинам бути делегатами на національному з'їзді Демократичної партії.
Розкол 1964 року з Національною демократичною партією привів СНКК до позиції «чорної влади». Протягом цього періоду Бейкер була менш залучена до СНКК, але її вихід був пов'язаний з погіршенням її здоров'я, ніж з ідеологічними розбіжностями. За словами її біографа Барбари Ренсбі, Бейкер вважала, що влада чорношкірих була полегшенням від «застарілих і незворушних вимог і формулювання поширеніших груп з захисту громадянських прав». Вона також сприйняла поворот до збройної самооборони, який СНКК зробив у процесі свого розвитку. Її друг і біограф Джоан Грант писала, що «Бейкер, яка завжди говорила, що ніколи не зможе підставити другу щоку, закривала очі на поширеність зброї. У той час як вона сама покладалася на свої кулаки… вона не відчувала докорів сумління з приводу стрільби по мішенях».

## Пізні роки

### Освітній фонд Південної конференції (1962—1967)
З 1962 до 1967 рік Бейкер була співробітницею Освітнього фонду Південної конференції (ОФПК). Його метою було допомогти чорношкірим і білим людям працювати разом задля соціальної справедливості; група міжрасової десегрегації та захисту прав людини базувалася на Півдні. ОФПК збирав кошти для темношкірих активістів, лобіював реалізацію пропозицій президента Джона Ф. Кеннеді громадянських прав і намагався просвітити білих жителів Півдня про зло расизму. 1964 року та у 1965 році Конгрес прийняв федеральний закон про громадянські права, президент Ліндон Б. Джонсон його підписав, але впровадження зайняло роки.
У ОФПК Бейкер тісно співпрацювала зі своєю подругою Енн Брейден, білою давньою антирасистською активісткою. У 1950-х роках Комісія з розслідування антиамериканської діяльності (КРАД) звинуватила Брейден у підтримці комунізму. Бейкер вважала соціалізм перехідною фазою до комунізму, який був гуманною альтернативою капіталізму. Вона стала стійким захисником Брейден та її чоловіка Карла; вона заохочувала Студентський ненасильницький координаційний комітет відмовитися від цькування, яке викликало розкол і відчуття несправедливості. Протягом 1960-х років Бейкер брала участь у виступах і була співорганізаторкою кількох зустрічей, присвячених важливості зв'язку громадянських прав і свобод.

### Останні зусилля (1968—1986)
У 1967 році Бейкер повернулася до Нью-Йорка, де продовжила свою активну діяльність. Вона співпрацювала з Артуром Кіноєм та іншими, щоб сформувати соціалістичну організацію: Організаційний комітет масової партії. У 1972 році Бейкер подорожувала країною на підтримку кампанії «Свободу Анджелі», вимагаючи звільнення активістки та письменниці Анджели Девіс: вона потрапила за ґрати через звинувачення у викраденні та вбивстві під час нападу на громадський центр округу Марін. Зрештою Девіс виправдали. 
Бейкер також підтримувала рух за незалежність Пуерто-Рико, виступала проти апартеїду в Південній Африці. Вона об'єдналася з низкою жіночих груп, включно з Альянсом жінок третього світу та Міжнародною жіночою лігою за мир і свободу. Вона залишалася активісткою до своєї смерті 13 грудня 1986 року.

## Думка
У 1960-х роках «теорія партисипаторної демократії» стала популярною серед політичних активістів, зокрема і серед учасників Руху за громадянські права. Ідея взяла традиційну привабливість демократії та додала пряму участь громадян.
Новий рух мав три основні напрямки:
- Заклик до залучення усіх людей у суспільстві при прийнятті їхніх власних рішень
- Мінімізація (бюрократичної) ієрархії та пов'язаний з цим акцент на досвіді та професіоналізмі як основі лідерства
- Заклик до прямої дії як відповідь на страх, ізоляцію та інтелектуальну відстороненість[63]

Бейкер сказала:
Ви не бачили мене по телебаченню, ви не бачили репортажі про мене у новинах. Ту роль, яку я намагалася зіграти, полягала в тому, щоб збирати шматочки або скласти воєдино шматочки, з яких, як я сподівалася, могла вийти організація. Моя теорія полягає в тому, що сильним людям не потрібні сильні лідери.
За словами Мумії Абу-Джамала, Бейкер виступала за більш колективістську модель лідерства над «панівним месіанським стилем того періоду». Вона переважно виступала проти структурування руху за громадянські права за моделлю організації чорної церкви. У чорній церкві у той час було переважно жіноче членство та чоловіче лідерство. Бейкер поставила під сумнів не лише гендерну ієрархію руху за громадянські права, а й ієрархію Чорної церкви.
Бейкер, Кінг та інші члени КПХК мали розбіжності в поглядах і філософії у 1950-х і 1960-х роках. Вона була старшою за багатьох молодих міністрів, з якими працювала, це посилювало напруження між ними. Одного разу вона сказала, що «рух створив Мартіна, а не Мартін рух». Під час промови із закликом до активістів взяти рух під свій контроль, а не покладатися на лідера з «важкими глиняними ногами», ці слова сприйняли як засудження Кінга.
Філософією Бейкер була «влада для людей». Якщо члени групи будуть працювати разом, вона вважала, що сила групи може внести значні зміни.

## Спадщина

### У масовій культурі
- Документальний фільм 1981 року «Фунді: Історія Елли Бейкер», знятий Джоан Грант, досліджував важливу роль Бейкер у русі за громадянські права[67].
- Берніс Джонсон Рейгон написала «Ella's Song» на честь Бейкера для «Фунді»[68].
- Про Бейкер написали кілька біографічних книг, зокрема Барбари Ренсбі «Елла Бейкер і рух за свободу чорношкірих: Радикальне демократичне бачення» (2003)[69], опублікована видавництвом University of North Carolina Press[70]. Ренсбі — історик і активіст[71][72].

### Відзнаки
- У 1984 році Бейкер здобула нагороду Кендіс від Національної коаліції 100 чорношкірих жінок[73].
- Її документи зберігаються в Нью-Йоркській публічній бібліотеці[74].
- У 1994 році Бейкер зарахували до Національної зали слави жінок[75].
- У 1996 році в Окленді, штат Каліфорнія, заснували й назвали на честь Елли Бейкер Центр з прав людини, некомерційний центр стратегії та діяльності[76].
- Школа Елли Бейкер в освітньому комплексі Джулії Річман у Нью-Йорку заснували у 1996 році.
- У 2003 році організували спільноту спільного житла з 15 квартир у відремонтованому будинку у Вашингтоні, округ Колумбія[77].
- Будинок Елли Дж. Бейкер, громадський центр, який підтримує молодь із груп ризику в Дорчестері, Бостон, створили до 2005 року[78].
- У 2009 році Бейкер з'явилася на поштовій марці США[79].
- У 2014 році Університет Каліфорнії у Санта-Барбарі заснував посаду запрошеного професора на честь Бейкера[80].
- У 2021 році колишню Монтессорі-школу Вудро Вільсона в Г'юстоні було перейменовано на Бейкер Монтессорі-школу[81].

## Додаткова література
- Inouye, M. (2021). «Starting with People Where They Are: Ella Baker's Theory of Political Organizing.» American Political Science Review
- Moye, J. Todd (2013). Ella Baker: Community Organizer of the Civil Rights Movement. Rowman & Littlefield Publishers. ISBN 9781442215665.
- Swallow, Pamela Curtis (2014). The Remarkable Life and Career of Ellen Swallow Richards: Pioneer in Science and Technology. Hoboken, New Jersey: Wiley : TMS, The Minerals, Metals & Materials Society. ISBN 9781118923856.